# Atima
Atima, también llamado San José de Atima, es un municipio hondureño ubicado en el departamento de Santa Bárbara.

## Límites
Atima es un municipio ubicado a 35 km al sur de la ciudad de Santa Bárbara. Todas las carreteras de segunda clase convergen en esta localidad. Atima está ubicado en un pequeño valle a las orillas del río San José de Atima.
| Orientación | Límite                                    |
| ----------- | ----------------------------------------- |
| Norte       | Municipio de San Luis, Santa Bárbara      |
| Sur         | Municipio de La Unión, Lempira            |
| Sur         | Municipio de La Iguala, Lempira           |
| Este        | Municipio de Nuevo Celilac, Santa Bárbara |
| Este        | Municipio de San Nicolás, Santa Bárbara   |
| Oeste       | Municipio de Naranjito, Santa Bárbara     |
| Oeste       | Municipio de Lepaera, Lempira             |

Su área es 195.6 km².

## Historia
Es un pequeño pueblo con una historia que data desde los tiempos precoloniales, sin datos de su fundación. En 1801, en el recuento de población, aparece como poblado de Tencoa. Luego fue la aldea de San José de Atima ,que pertenecía al Viejo Celilac. En 18 de septiembre de 1877 le dieron categoría de municipio.
En 1896, en la división política territorial de 1896 era uno de los municipios del distrito de Colinas.

## Economía
Atima es el mayor productor de café de todos los municipios ya que se encuentra en una región elevada y apta para el cultivo del café por lo que su producción y sabor es de nivel mundial.
Uno de los principales problemas que afecta al desarrollo de este pequeño municipio, es la migración de sus habitantes hacia las grandes ciudades.

## Turismo
En sus cercanías existen verdaderas riquezas naturales con un gran potencial turístico.

### Pared de piedra
La pared de piedra de unos 300 m de altura frente al cerro El Calichal.

### Cuevas de Pencaligue
El conjunto de cuevas conocidas como las cuevas de Pencaligue.

### Río San José
Otro de sus atractivos es que el río San José de Atima, desaparece abruptamente a través de un agujero, en el sitio denominado «El Embocadero» y va a reventar 1,8 km más abajo en su curso subterráneo en el lugar denominado «El Desembocadero».
El sitio es mencionado en algunos libros como En la órbita del final, y El profundo mundo paralelo, donde el escritor Germán Alfaro, desarrolla una de sus tramas de ciencia ficción.
Cerro de la cruz
Un lugar rodeado por la naturaleza especialmente por el árbol nacional (Pino). Este lugar es ideal para conectar con la naturaleza, en la cima del pequeño cerro se encuentra una cruz que fue ubicada en lugar por la Iglesia Católica y desde ahí se puede divisar el casco urbano, en ciertas ocasiones se han apreciado la caída de rayos en lugar y muchos pobladores han acampado y han hecho picni en lugar. El 03 de Mayo de cada año se le celebra una misa en el lugar esto en honor a la feria patronal misma que es un homenaje al día de la cruz.

## División política
Aldeas: 8 (2013)
Caseríos: 80 (2013)
| Código | Aldea                   |
| ------ | ----------------------- |
| 160301 | Atima                   |
| 160302 | Berlín                  |
| 160303 | Lempa                   |
| 160304 | Nueva Victoria          |
| 160305 | San José de Buena Vista |
| 160306 | San Pedrito             |
| 160307 | San Rafael              |
| 160308 | Talanga                 |